# Песочный (Мордовия)
Песочный — посёлок в Ичалковском районе Республики Мордовия. Входит в состав Ладского сельского поселения.

## История
Основан в 1923 году переселенцами из села Старая Пуза. В 1931 году состоял из 26 дворов.

## Население
| 2002 | 2010 |
| ---- | ---- |
| 16   | ↘6   |

Национальный состав
Согласно результатам переписи 2002 года, в национальной структуре населения русские составляли 94 %